# 第53回弥生賞

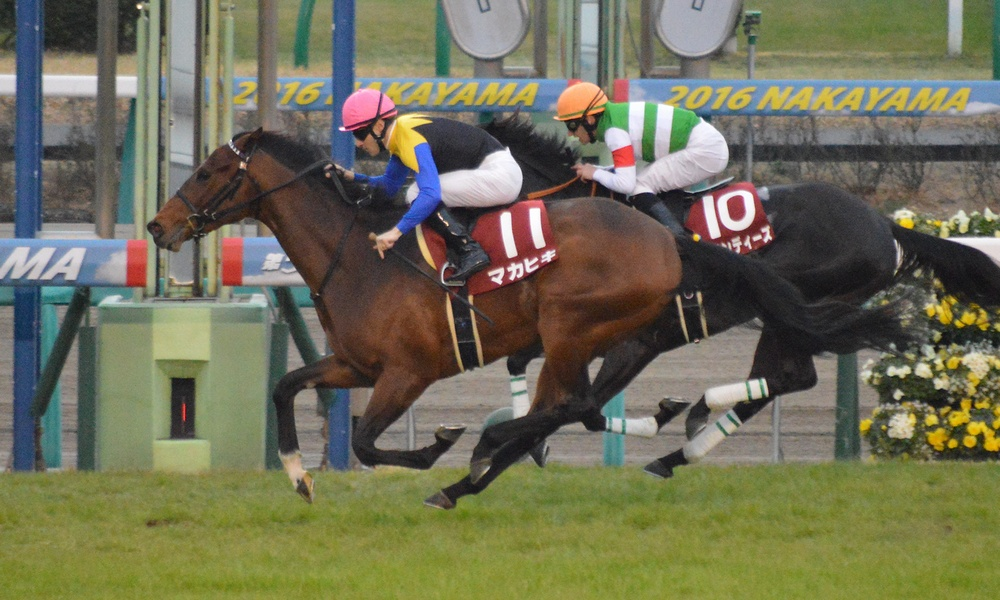
第53回弥生賞・最後の直線の攻防

第53回弥生賞は、2016年3月6日に中山競馬場で施行された競馬の競走である。3歳牡馬クラシック三冠の一冠目である皐月賞のトライアル競走として施行された。  

## 状況
出走馬には2015年の朝日杯フューチュリティステークス(GI)を勝利し、JRA賞最優秀2歳牡馬に選ばれたリオンディーズ、そのレースで1番人気に推されたが2着に惜敗したエアスピネル、父ディープインパクトと同じローテーションで出走した若駒ステークス(OP)を快勝し、このレースに臨んだマカヒキが「3強」を構成した。

## 出走馬と枠順
2016年3月6日 第2回中山4日目  第11競走
天気：曇り、  馬場状態：良、  発走時刻：15時45分、  出走頭数：12頭
| 枠番 | 馬番 | 競走馬名           | 性齢 | 騎手       | オッズ  | 人気 | 馬体重 |
| ---- | ---- | ------------------ | ---- | ---------- | ------- | ---- | ------ |
| 1    | 1    | アドマイヤエイカン | 牡3  | 岩田康誠   | 39.1倍  | 5    | 496    |
| 2    | 2    | シャララ           | 牝3  | 江田照男   | 189.0倍 | 8    | 458    |
| 3    | 3    | タイセイサミット   | 牡3  | 内田博幸   | 20.8倍  | 4    | 490    |
| 4    | 4    | エアスピネル       | 牡3  | 武豊       | 4.2倍   | 3    | 484    |
| 5    | 5    | ヴィガーエッジ     | 牡3  | 横山典弘   | 198.8倍 | 9    | 482    |
| 5    | 6    | モウカッテル       | 牡3  | 三浦皇成   | 321.6倍 | 11   | 450    |
| 6    | 7    | ケンホファヴァルト | 牡3  | 小崎綾也   | 282.6倍 | 10   | 444    |
| 6    | 8    | イマジンザット     | 牡3  | 戸崎圭太   | 58.1倍  | 6    | 420    |
| 7    | 9    | モーゼス           | 牡3  | 蛯名正義   | 131.4倍 | 7    | 508    |
| 7    | 10   | リオンディーズ     | 牡3  | M.デムーロ | 1.9倍   | 1    | 500    |
| 8    | 11   | マカヒキ           | 牡3  | C.ルメール | 2.6倍   | 2    | 496    |
| 8    | 12   | エディクト         | 牡3  | 大野拓弥   | 415.6倍 | 12   | 498    |

## レース結果

### レース展開
1番人気に推されたリオンディーズは前走とは違い2～4番手に位置をとった。エアスピネルは、それよりも後方に、マカヒキは中団の後ろで追い込みを図った。迎えた最後の直線では、リオンディーズが早めに先頭に立った。そのすぐ後方にはリベンジを狙うエアスピネルが追走。そして外からはマカヒキがいい末脚を見せて追い込んできた。前は完全に3頭が抜け出し、後続馬とは大きな差が開いていった。ゴール前100mあたりでマカヒキがリオンディーズを捉え、差し切り優勝した。またその時フジテレビの福永一茂アナウンサーは「外から脚を伸ばしてマカヒキ! 父ディープインパクト、後継者堂々誕生! マカヒキです!」と実況した。

### レース着順
| 着順 | 枠番 | 馬番 | 競走馬名           | タイム | 上がり3ハロン | 着差           |
| ---- | ---- | ---- | ------------------ | ------ | ------------- | -------------- |
| 1    | 8    | 11   | マカヒキ           | 1:59.9 | 33.6          | レースレコード |
| 2    | 7    | 10   | リオンディーズ     | 1:59.9 | 34.4          | クビ           |
| 3    | 4    | 4    | エアスピネル       | 2:00.2 | 34.4          | 2馬身          |
| 4    | 3    | 3    | タイセイサミット   | 2:01.1 | 35.2          | 5馬身          |
| 5    | 1    | 1    | アドマイヤエイカン | 2:01.2 | 35.0          | 3/4馬身        |
| 6    | 8    | 12   | エディクト         | 2:01.4 | 34.7          | 1馬身1/4       |
| 7    | 6    | 8    | イマジンザット     | 2:01.6 | 35.5          | 1馬身1/4       |
| 8    | 7    | 9    | モーゼス           | 2:02.1 | 37.1          | 3馬身          |
| 9    | 5    | 6    | モウカッテル       | 2:02.1 | 35.5          | アタマ         |
| 10   | 2    | 2    | シャララ           | 2:02.7 | 37.5          | 3馬身1/2       |
| 11   | 6    | 7    | ケンホファヴァルト | 2:02.8 | 38.0          | クビ           |
| 12   | 5    | 5    | ヴィガーエッジ     | 2:05.8 | 39.0          | 大差           |

### データ
| 1000ｍ通過タイム  | 59.5秒（ケンホファヴァルト） |
| 上がり4ハロン     | 47.6秒                       |
| 上がり4ハロン     | 35.1秒                       |
| 最速上がり3ハロン | 33.6秒（マカヒキ）           |

払戻金
| 単勝   | 11      | 260円 |
| 複勝   | 11      | 110円 |
| 複勝   | 10      | 110円 |
| 複勝   | 4       | 110円 |
| 枠連   | 7-8     | 220円 |
| 馬連   | 3-18    | 220円 |
| ワイド | 10-11   | 120円 |
| ワイド | 4-11    | 160円 |
| ワイド | 4-10    | 130円 |
| 馬連   | 11→10   | 440円 |
| ３連複 | 4-10-11 | 190円 |
| ３連単 | 11→10→4 | 830円 |

## レースにまつわるエピソード
本競走は弥生賞が1984年に2000mの距離で施行されるようになってから初めて2分を切るタイムでの決着となった。

## テレビ・ラジオ中継
- ラジオNIKKEI
  - 実況：中野雷太
- フジテレビ
  - 実況：福永一茂
  - 解説：佐藤哲三（元JRA騎手）
  - 勝利ジョッキーインタビュー：福原直英